# Die seltsame Reise des Alois Fingerlein
Die seltsame Reise des Alois Fingerlein ist ein Theaterstück von Rainer Kerndl, welches vom Gutseinwollen eines einzelnen Menschen in einer schlimmen, barbarischen Zeit, von seinen anständigen Taten und seinen tragischen Irrtümern erzählt. Es wurde 1967 am Ost-Berliner Maxim-Gorki-Theater uraufgeführt und 1969 am Theater Karl-Marx-Stadt vom Deutschen Fernsehfunk aufgezeichnet, jedoch erst 1977 im Fernsehen der DDR ausgestrahlt.

## Inhalt

### Dorf bei Lublin, Sommer 1942
Alois Fingerlein packt in Gegenwart seiner Großmutter seine Sachen für den von der Wehrmacht angeordneten Umzug in ein anderes Dorf. Wo sie jetzt wohnen, leben sie mit Polen zusammen und das ist den Deutschen nicht mehr gestattet. Doch die Großmutter will nicht umgesiedelt werden, da sie seit 83 Jahren mit den Polen zusammenlebt, und hat sich bereits ein Versteck im Hause eingerichtet. Zum Abschied sagt sie noch ihrem Enkel, dass er zwar nicht zum Klugsein tauge, also muss er es mit dem Gutsein versuchen. Doch bei den Vorbereitungen, die Oma unter dem Dach zu verstecken, werden sie von den Soldaten erwischt und müssen sich gemeinsam auf den Transport begeben.

### Dorf bei Plock
In dem anderen Dorf angekommen zeigt ihnen der Ortsbauernführer Goldacker ihr neues Zuhause. Nur müssen noch die bisherigen polnischen Besitzer, Herr und Frau Kochanski, das Haus verlassen, weil die Polen kein Land mehr besitzen dürfen, wo die Deutschen jetzt zu Hause sind. Damit sie nicht flüchten, bekommt Alois die Pistole des Ortsbauernführers, um sie zu bewachen. Alois bietet ihnen aber an, zu bleiben und mit ihm und seiner Großmutter gemeinsam den Hof zu bewirtschaften. Als sie dann aber in den nahen Wald flüchten wollen, verlangt Goldacker, dass Alois den Polen erschießen soll. Als er das nicht befolgt, wirft Goldacker ihm Hochverrat und Feindbegünstigung vor, weshalb Alois im Zuchthaus enden wird. Alois bleibt nichts anderes übrig, als den beiden zu folgen, während seine Großmutter verhaftet wird, da sich Alois weigerte Kochanski zu erschießen.

### Abend des gleichen Tages im Partisanenwald
Alois befindet sich am Waldrand und ruft nach Herrn Kochanski, der plötzlich in Uniform und in Begleitung eines zweiten Partisanen erscheint. Nach längerer Diskussion nehmen sie ihn mit in das Lager, wo der vorgesetzte Leutnant entscheiden soll, was mit ihm geschieht.

### Schlosspark bei Plock, Herbst 1942
Mitten im Kampflärm sitzt Alois auf seinem Beobachtungsposten, dem Grabmal des Vaters seines Vorgesetzten Leutnant Graf Skorniecki, während der sich sein verwundetes Bein verbindet. Da kommt der Kurier Lubowski mit der Botschaft des Majors, dass die Partisaneneinheit von der Wehrmacht eingeschlossen ist und nun jeder für sich versuchen soll, aus dem Kessel zu fliehen. Außerdem klagt der Kurier den Alois Fingerlein an, die Kämpfenden an die Deutschen verraten zu haben, was aber Kochanski ausschließt, da er keine Möglichkeit dazu hatte, denn er war ständig mit ihm zusammen. Während der Vernehmung durch den Leutnant sagt Alois, dass er kein Deutscher mehr sein will und jetzt ein Pole ist. Das überzeugt den Vorgesetzten und er übergibt ihm ein Käppi der Armia Krajowa und den polnischen Namen Taschek, was diesen sehr glücklich macht. Taschek will den verletzten Leutnant nicht allein zurücklassen und trägt ihn aus der Gefahrenzone.

### Zu Beginn des Aufstandes im Warschauer Ghetto, April 1943
Alois und der Leutnant sind inzwischen in Warschau und wollen für die Aufständischen im jüdischen Wohnviertel Waffen liefern, weshalb sie auf den Juden David, einem Freund von Alois, warten. Als dieser verwundet kommt und berichtet, dass die Deutschen immer weiter in das Ghetto eindringen, verschwindet der Leutnant sofort wieder durch die Kanalisation, denn er sieht nicht ein, dass er für die Juden sein Leben opfern soll. Doch Alois bleibt bei seinem Freund und rettet ihm das Leben.

### Nach der Liquidierung des Warschauer Ghettos, Mai 1943
Nach der Zerschlagung des Aufstandes will Alois seine jüdischen Mitkämpfer überreden, aus dem Ghetto zu flüchten, statt zu sterben, was nicht allen gefällt, da sie von den nichtjüdischen Warschauern keine Unterstützung erwarten. Erst die Erklärung Rachelas, die Alois hier kennenlernte, die ihm versichert ihn zu lieben und weiter mit ihm leben will, überzeugt auch die anderen Freunde, den Ausbruch zu wagen.

### Am ersten Tag des Warschauer Aufstandes, 1. August 1944
Die Gruppe findet ein Versteck im Keller einer Warschauer Kirche und überlebt dort bereits mit Hilfe des Paters Tadeus seit mehreren Monaten. Doch plötzlich bekommen sie Besuch von den Aufständischen, die erfahren haben, dass sich in der Kirche Leute verstecken. Der neu ernannte Kommandeur des Straßenabschnitts Leutnant Skorniecki ist gekommen, die Versteckten mitzunehmen, da die polnische Armee den Untergrund verlassen wird, vorher jedoch noch einige Abschnitte den Deutschen überlassen muss, aber für den Kampf jeden Mann braucht. Doch Alois erkennt, dass der Kampf der Armia Krajowa nicht sein Kampf ist, was die jüdische Mitglieder aber anders sehen, obwohl ihnen die Schuld an der Besetzung Polens durch die Deutschen gegeben wird. Alois bleibt weiter in seinem Versteck, während sein geliebtes Mädchen Rachela erschossen wird.

### Vor einem Hof in der Hohen Tatra, Winter 1945 – Die Faschisten sind vertrieben
Das polnische Volk feiert den Sieg über die deutschen Faschisten, doch Alois macht sich schwere Vorwürfe, dass er Rachela nicht zurückgehalten hat, als sie in Warschau aus der Kirche ging.

### Berghütte in der Hohen Tatra, Frühjahr 1945
Alois, David und Szalom haben sich wiedergefunden, als eines Tages Szalom mit dem Leutnant Skorniecki als Gefangenen in der Berghütte eintrifft. Alois überredet diesen im Dorf unter der kommunistische Verwaltung neu anzufangen und übergibt ihn dem Bürgermeister. Dafür verweigert Skorniecki bei der Verabschiedung Alois den Händedruck. Der will selbst auch in dem Dorf bleiben und leben, während seine Freunde nach Palästina auswandern wollen. Doch der Bürgermeister sagt ihm, dass das nicht geht, da alle Deutschen nach dem Gesetz das Land verlassen müssen. Doch er will nicht nach Deutschland, da von dort alles Böse der letzten Jahre ausgegangen ist, weshalb er sich entschließt, mit seinen Freunden mitzugehen, denn auch dort werden Bauern gebraucht.

### Britisches Mandatsgebiet Palästina, Ende 1945
In Palästina angekommen wird die Gruppe zwar von den Engländern entdeckt, aber nicht sofort deportiert. Bei einer darauffolgenden Auseinandersetzung mit den Arabern wird Alois Freund David von den Kugeln der eigenen Leute getötet und er selbst gefangen genommen.

### Britisches Kriegsgefangenenlager in der ägyptischen Wüste, Herbst 1946
Da Alois Fingerlein Deutscher ist, wird er in einem englischen Kriegsgefangenenlager für Deutsche in Ägypten interniert. Dort hat er das ganze Lager im Griff denn er wurde ja nicht als Soldat verhaftet und ist ständig betrunken, obwohl es offiziell keinen Alkohol gibt. Da das Lager aufgelöst werden soll, müssen die deutschen Schreiber in der Verwaltung aushandeln, in welche der deutschen Zonen er entlassen werden soll. Der Vertreter der Westzone erklärt sich bereit, ihn zu übernehmen. Der Vertreter für die Ostzone Drescher erkennt, dass der andere Fingerlein nur haben will, um ihn dann für die britische Industriepolizei zu rekrutieren und versucht ihn zu überzeugen, sich für sein Dorf zu entscheiden, was ihm aber nicht gelingt.

### Ein Dorf im Oderbruch, 1947
Alois hat es im Westen als Industriepolizist nicht gefallen, weshalb er zu Drescher in den Osten gezogen ist, der hier als Bürgermeister das Dorf Großblumenau verwaltet. Hier wohnt er etwas außerhalb in einem Bauwagen und versucht ein Stück Land an der Oder urbar zu machen. Hierbei beobachtet ihn schon seit längerer Zeit die Tochter des Bürgermeisters, die Tomaten-Karla genannt wird und sich in ihn verliebt hat. Das aber gefällt ihrem Vater nicht, da Alois ein Eigenbrötler und Rumtreiber ist, der seinen Acker dort anlegen will, wo er will, der nicht ins Dorf zieht und von dem keiner weiß, wie lange er noch bleiben wird. Doch Drescher sucht das Gespräch mit ihm, da die bewirtschaftete Senke als Auffangbecken für das zu viel auftretende Wasser der anderen Felder gebraucht wird. Doch Alois will das begonnene Werk nicht verlassen, bis er ein längeres Gespräch mit Tomaten-Karla führt, in dem beide sich bewusst werden, dass sie zusammen gehören. Deshalb beschließt er mit ins Dorf zu ziehen und bekommt die Bodenkammer des Bürgermeisters als Unterkunft, bis er sich selbst ein Haus für sich und Karla bauen kann. Nach vielen Jahren hat Alois Fingerlein endlich ein Zuhause gefunden.

## Aufführungen
Die Uraufführung, bei der Wolfram Krempel Regie führte, erfolgte anlässlich der Berliner Festtage am 13. Oktober 1967 im Berliner Maxim-Gorki-Theater.
Eine weitere Inszenierung am Theater Karl-Marx-Stadt wurde als Beitrag für die im Juni 1969 im Bezirk Karl-Marx-Stadt stattfindenden 11. Arbeiterfestspiele der DDR ebenfalls von Wolfram Krempel bearbeitet.
Für beide Aufführungen stammte das Bühnenbild von Ralf Winkler, die Kostüme hatte Annemarie Rost entworfen und die Musik wurde von Günter Hauk komponiert.
In der folgenden Tabelle sind die beteiligten Schauspieler der beiden erwähnten Aufführungen aufgeführt.
| Rolle                              | Darsteller (Uraufführung) | Darsteller (Karl-Marx-Stadt 1969) |
| ---------------------------------- | ------------------------- | --------------------------------- |
| Alois Fingerlein                   | Klaus Manchen             | Christian Grashof                 |
| Natalie Fingerlein (Großmutter)    | Lotte Loebinger           | Steffie Spira                     |
| Goldacker (Ortsbauernführer)       | Gerd Ehlers               | Ernst Zillmann                    |
| Kochanski (Polnischer Bauer)       |                           | Eckhard Müller                    |
| Graf Skorniecki (Leutnant)         | Albert Hetterle           | Eugen P. Herden                   |
| David (Jude)                       | Dieter Wien               | Manfred Kranich                   |
| Szalom (Jude)                      | Hermann Beyer             | Lutz Günther                      |
| Rachela (Jüdin)                    | Renate Reinecke           | Margot Busse                      |
| Drescher (Schreiber/Bürgermeister) | Jochen Thomas             | Wolfgang Sörgel                   |
| Wöhrmann (Schreiber)               | Christoph Engel           | Horst Junghänel                   |
| Britischer Leutnant                | Otfried Knorr             | Michael Gwisdek                   |
| Tomaten-Karla (Dreschers Tochter)  | Katja Paryla              | Sigrid Skoetz                     |

## Fernsehaufzeichnung
Am 1. Juni 1969 sollte die Karl-Marx-Städter Aufführung, noch vor der offiziellen Premiere, vom Deutschen Fernsehfunk ausgestrahlt werden, jedoch wurde die Sendung kurz zuvor ohne Erläuterungen aus dem Programm genommen und erst am 12. November 1977 im 2. Programm des Fernsehens der DDR in Schwarzweiß gesendet. Die Fernsehregie führte Margot Thyrêt, der erste Kameramann war Wolfgang Ahrens und für die Dramaturgie war Norbert Leverenz verantwortlich.

## Kritik
Im Neuen Deutschland schrieb Elvira Mollenschott zur Uraufführung: 

„Ein großes, ein bewegendes philosophisches Thema ist hier gestaltet – die Sehnsucht des Menschen, gut zu sein, und die Erkenntnis, daß gut sein an sich nicht möglich, daß es immer abhängig davon ist, wie der Mensch in bestimmten historischen Situationen handelt und mit welchen gesellschaftlichen Kräften er verbunden ist.“

Helmut Ullrich findet in der Neuen Zeit folgende Worte über das Stück: 

„Kerndl entwirft einen Helden, der gleichsam ein säkularisierter Parzifal ist, der etwas von einem tumben Toren an sich hat, von einem naiven Sucher nach seinem Heil, nach dem Gral des Gutseins, der auch, in einigem jenen starken Bauernburschen der Märchen gleicht, die In die Welt hinausziehen oder in sie hineinvertrieben werden und dort In allerlei erkenntnisträchtige Abenteuer wider Willen geraten.“

Auch die westdeutsche Wochenzeitung Die Zeit berichtete von der Uraufführung in Ost-Berlin. Georges Raymond nannte das Stück:

„ein Musterbeispiel unpathetischen, fast antidogmatischen Theaters, natürlich von Brecht beeinflußt, aber dennoch unbrechtisch, ein Stück prall voll der Probleme, mit der eine ganze Generation junger Deutscher, jeder auf seine Art, sich konfrontiert sah, ein symbolträchtiges Stück, zum Nachdenken nicht nur anregend, sondern zwingend.“